# Kurczum
Kurczum (ros. Курчум) – wieś (sieło) w Rosji, w obwodzie kirowskim, w rejonie suńskim. W 2010 liczyła 327 mieszkańców.